# 大山よしたか
大山 よしたか（おおやま よしたか、1981年 - ）は、日本のアートディレクター、事業投資家　名古屋市生まれ。

## 略歴
イギリス、ロンドンのChelsea College of Arts and Design、Central Saint Martinsへ留学するが、いち早くキャリアを積むため退学。
帰国後、雑誌などでカメラマン、
隔週サッカー誌ワールドサッカーダイジェストの雑誌編集として活躍後
その後、広告制作会社 株式会社たき工房、広告代理店 株式会社電通を経て独立。
株式会社lightを設立し、さまざまな企業のブランディングやアートディレクションを手がける。
シャツブランド TROPOPAUSE
日本初ロケット開発企業SPACE WALKERの初代CEOを務めるなど幅広く活躍
海中旅行会社SeaballonのCDOとして世間にローンチ
オリジナルの6人乗り潜水艦を開発
2019年12月より、ブランディング機能を持った投資会社 「BOLD」を設立
川名、海部と共同で代表を務める。
現在は株式会社light代表取締役　金融、ホテル、飲食、交通、アパレルなど
様々な企業の社外取締役、顧問を務めている。
前澤ファンドなど様々なファンドと協業、シードラウンド企業のバリューアップを得意としている

## 主な仕事
FDA（FUJI DREAM AIRLINES）のロゴデザイン、飛行機の機体デザイン
OpenSkyのロゴ、飛行機機体デザイン
化粧品、高級炊飯器、飲料、トイレタリー商品の商品開発
アベンヌ、資生堂、ライザップ、バーミキュラ、NTTdocomo、伊勢丹、
マクドナルド、コカコーラ、ベンチャー企業など
各種企業のブランディングを手がける。
三菱地所内の新規事業として表参道に瞑想施設medichaをオープン
生まれ故郷である愛知県をはじめ、瀬戸内連合（兵庫県、岡山県、広島県、山口県、徳島県、香川県、愛媛県）、
長野県諏訪連合、岩手県大船渡、栃木県、熊本県、静岡県磐田市、熊本県菊池市、愛知県（名古屋市 尾張旭市）、
東京都下北沢、東京都渋谷、千葉県（千葉市 佐倉市 八千代市）などの地域ブランディングも行う。
東京都現代美術館　MUSEUM OF CONTEMPORARY ART　館長室
放射線医療研究所、金融庁、経産省など、行政機関の外部委員も数多く担当している。

## その他
中古マンションをリノベーションし、様々なメディアに取り上げられている。趣味はおもちゃ収集。